# Дикманн, Каролина

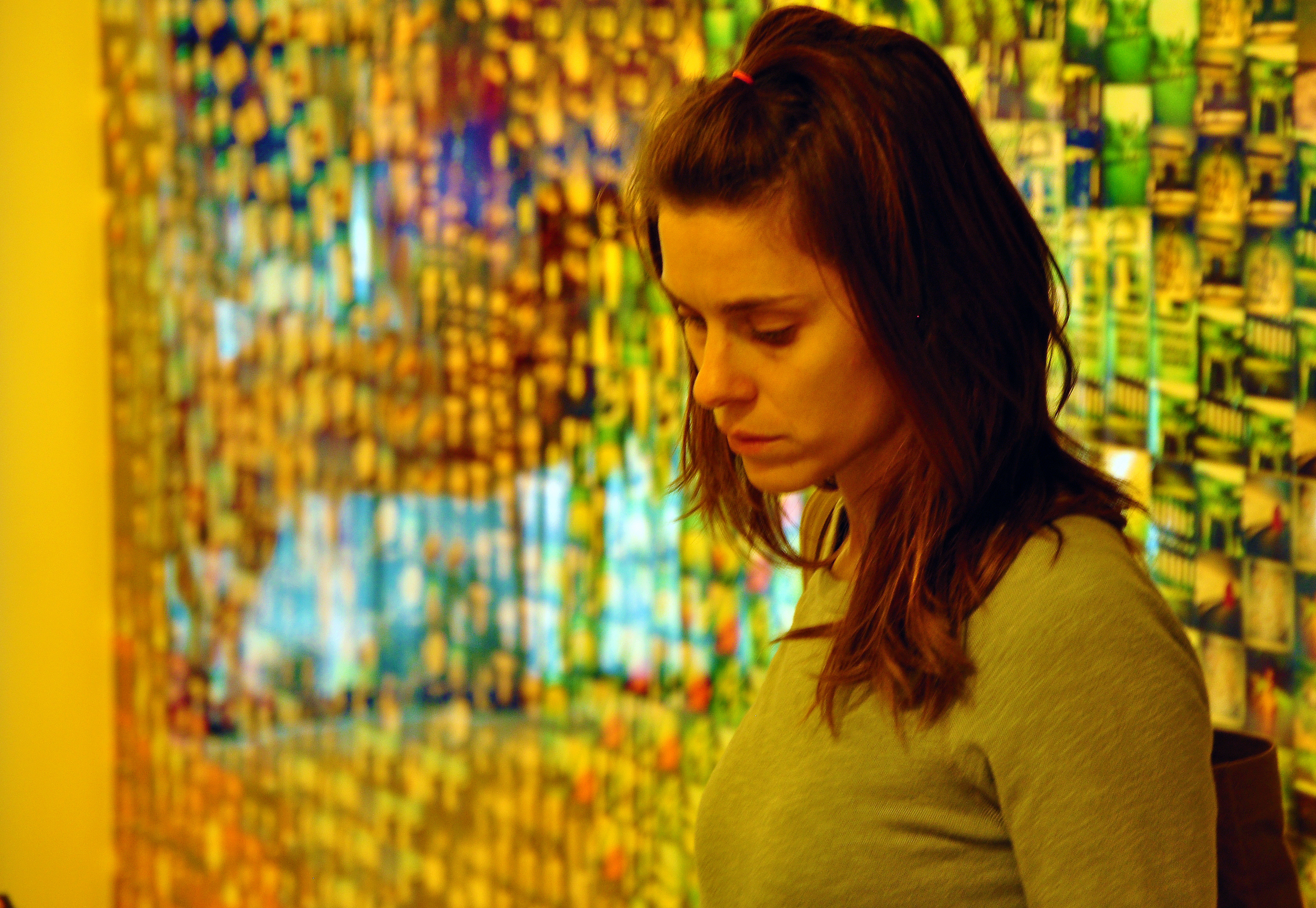

Каролина Дикманн (порт. Carolina Dieckmann; род. 16 сентября 1978, Рио-де-Жанейро) — бразильская киноактриса.

## Биография

### Ранние годы
Каролина Дикманн родилась 16 сентября 1978 года в семье Роберта и Майры Дикманн. Имеет 3 братьев: старшего — Бернардо и младших — близнецов Федерико и Эдгара. Также у неё есть единокровная сестра по отцу, венесуэльская актриса и модель Кристина Дикманн.

### Карьера
С тринадцатилетнего возраста Дикманн работала как модель, принимая участие в многочисленных рекламных проектах. Была замечена режиссёрами телекомпании «Глобу», и с тех пор регулярно снимается в теленовеллах. В России приобрела популярность благодаря своим ролям в сериалах «Тропиканка», где она сыграла юную Асусену, «Во имя любви» — роль Катарины, а также роль больной лейкемией Камилы в «Семейных узах» и нежной Изабел в «Хозяйке судьбы».

### Личная жизнь
С 1995 по 2004 год Дикманн была замужем за актёром Маркусом Фрота, отцом троих детей, и вдовцом. Церемония бракосочетания состоялась на арене цирка. В апреле 1999 года у супругов родился сын Давид. Они расстались после съёмок телесериала «Женщины в любви».
6 мая 2007 года вышла замуж за Тьяго Воркмана. 14 августа 2007 года родился сын Жозе.

## Фильмография

### Телесериалы
| Год  | Оригинальное название | Название на русском языке     | Роль                                                                                    |
| ---- | --------------------- | ----------------------------- | --------------------------------------------------------------------------------------- |
| 1993 | Sex Appeal            | Сексуальная привлекательность | Клаудия Гарсия Таварес                                                                  |
| 1993 | Fera Ferida           | Раненый зверь                 | Каролина (Кэрол)                                                                        |
| 1994 | Tropicaliente         | Тропиканка                    | Асусена / Açucena                                                                       |
| 1995 | Malhação              | Тренировка                    | Жулиана Смит (Жули)                                                                     |
| 1996 | Vira Lata             | Дворняжка                     | Рената                                                                                  |
| 1997 | Por Amor              | Во имя любви                  | Катарина Перейра                                                                        |
| 2000 | Laços de Família      | Семейные узы                  | Камилла Ласерда Феррари                                                                 |
| 2001 | As Filhas da Mãe      | Дети Евы                      | Луиза Мершил                                                                            |
| 2003 | Mulheres Apaixonadas  | Женщины в любви               | Эдвижес Батиста                                                                         |
| 2004 | Da Cor do Pecado      | Цвет греха                    | Жулия                                                                                   |
| 2004 | Senhora do Destino    | Хозяйка судьбы                | Изабель Эстевес Тедеско (Линдалва Феррейра да Силва) / Мария ду Карму Феррейра да Силва |
| 2006 | Cobras & Lagartos     | Змеи и ящерицы                | Леона Паским Монтини                                                                    |
| 2008 | Três Irmãs            | Три сестры                    | Сузана Жекитиба Акила                                                                   |
| 2010 | Passione              | Страсть                       | Диана Родригес                                                                          |
| 2011 | Fina Estampa          | Изысканная гравюра            | Теодора                                                                                 |
| 2012 | Salve Jorge           | Спаси меня, Святой Георгий    | Джессика                                                                                |
| 2014 | Eu Que Amo Tanto      | Редкое сокровище              | Zeze                                                                                    |
| 2015 | A Regra do Jogo       | Правила игры                  | Лара Феррейра да Силва                                                                  |

### Фильмы
| Год  | Оригинальное название    | Название на русском языке | Роль           |
| ---- | ------------------------ | ------------------------- | -------------- |
| 2007 | Onde Andará Dulce Veiga? |                           | Márcia Felácio |
| 2008 | Sexo com Amor?           |                           | Луиза          |
| 2013 | Entre Nós                |                           | Lucia          |
| 2014 | Julio Sumiu              |                           | Madá           |